# Ayuntamiento de Głogów
El ayuntamiento de Głogów tiene su origen a finales del siglo XIII, es decir los tiempos de la fundación de la ciudad por Conrado I de Głogów, cuando se construyó una torre de vigilancia. Con el tiempo, el edificio se amplió y en el año 1349 se construyó un ayuntamiento de ladrillo de dos alas. Sin embargo, el edificio fue destruido por incendios en 1420 y 1433; el mayor incendio tuvo lugar en 1574, tras el cual el ayuntamiento fue reconstruido en estilo renacentista y la torre fue rematada con una cúpula. Una vista del edificio de esa época fue presentada en el siglo XVIII en un dibujo de Friedrich Bernhard Werner, que se publicó en la obra Topographia Seu Compendium Silesiae.
El ayuntamiento perdió su forma renacentista durante una importante reconstrucción en los años 1823-1835, diseñada por el arquitecto A. Soller. Se crearon entonces dos alas contrastadas: la occidental, con rasgos del clasicismo prusiano, y la oriental, construida en el estilo florentino entonces de moda.
En el siglo XIX, el reloj de la torre del ayuntamiento tenía las agujas invertidas: la grande indicaba las horas y la pequeña los minutos. Era el motivo de frecuentes problemas y malentendidos entre visitantes y los habitantes de Głogów, que sentían una especie de orgullo, tratando el reloj como un signo distintivo de su ciudad. Más tarde, el ayuntamiento de Głogów usó un reloj de la fábrica de relojes Glogau Weiss, que ganó una medalla de oro en la exposición mundial de Viena de 1873.
El 5 de marzo de 1933 se izó por primera vez una pancarta con una esvástica en el ayuntamiento de Głogów. Durante la batalla por Głogów en 1945, el ayuntamiento sufrió graves daños y fue incendiado. Solo quedaron las partes inferiores de la torre.
La decisión de reconstruir el Ayuntamiento en la forma que tenía después de la reconstrucción de 1835 fue tomada por la Oficina Municipal en enero de 1984, y las obras se realizaron a partir de mayo de 1984. La inversión costó 14 millones zlotys en 18 años. En el año 2000 se completó el ala oeste del edificio. Desde 2002, el Ayuntamiento vuelve a ser utilizado por los habitantes de la ciudad y alberga la Oficina Municipal.
La torre, de 80,35 m de altura (la torre del ayuntamiento más alta de Silesia y la segunda más alta de Polonia, después del Ayuntamiento Principal de Gdańsk; es 13 cm más baja que la original de 1720), fue reconstruida entre 1994 y 1996, sobre la base del estado de 1720. Su base es cuadrada, y por encima pasa a un octógono. En 2016, se convocó una licitación para el enlucido de la torre. También se restauró el reloj, con esferas de 3,55 m de diámetro. A una altura de 47,07 m hay una plataforma de observación.
En el ala oriental de la planta baja se conservan valiosos interiores, que provienen de la época del gótico y del renacimiento. Una de las salas tiene una bóveda de red apoyada en una columna central. La sala vecina está decorada con una bóveda de diamante.
Radio Elka Głogów (89,6 MHz; ERP 0,2 kW) emite desde la torre del ayuntamiento.